# تیم ملی فوتبال لوکزامبورگ

تیم ملی فوتبال لوکزامبورگ یک تیم فوتبال بین‌المللی است که به نمایندگی از کشور لوکزامبورگ به میدان می‌رود. این تیم زیر نظر فدراسیون فوتبال لوکزامبورگ فعالیت می‌کند.

## جستار های وابسته
- فدراسیون فوتبال لوکزامبورگ